# Fig Rig
Fig Rig è un supporto di stabilizzazione per videocamere leggere, progettato dal regista Mike Figgis.

## Caratteristiche
Tale dispositivo ha forma circolare, simile ad un ampio volante per auto. Viene utilizzato per stabilizzare le immagini, sopperendo alle oscillazioni del corpo e degli arti del cameraman, durante la riprese a spalla.